# Dendrobiella isthmicola
Dendrobiella isthmicola är en skalbaggsart som beskrevs av Pierre Lesne 1933. Dendrobiella isthmicola ingår i släktet Dendrobiella och familjen kapuschongbaggar. Inga underarter finns listade i Catalogue of Life.

## Bildgalleri

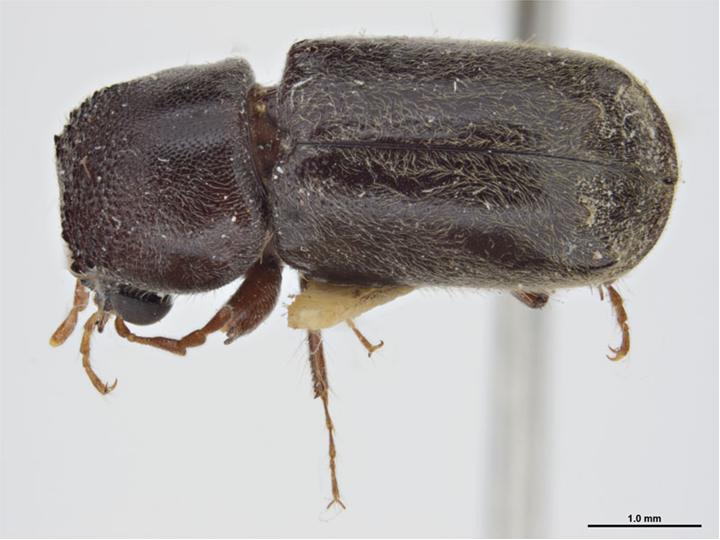